# Nußloch
Nußloch este o comună din landul Baden-Württemberg, Germania. Se află la o altitudine de 146 m deasupra nivelului mării. Are o suprafață de 13,58 km². Populația este de 11.332 locuitori, determinată în 31 decembrie 2023, prin actualizare statistică[*].